# Крест Завиша

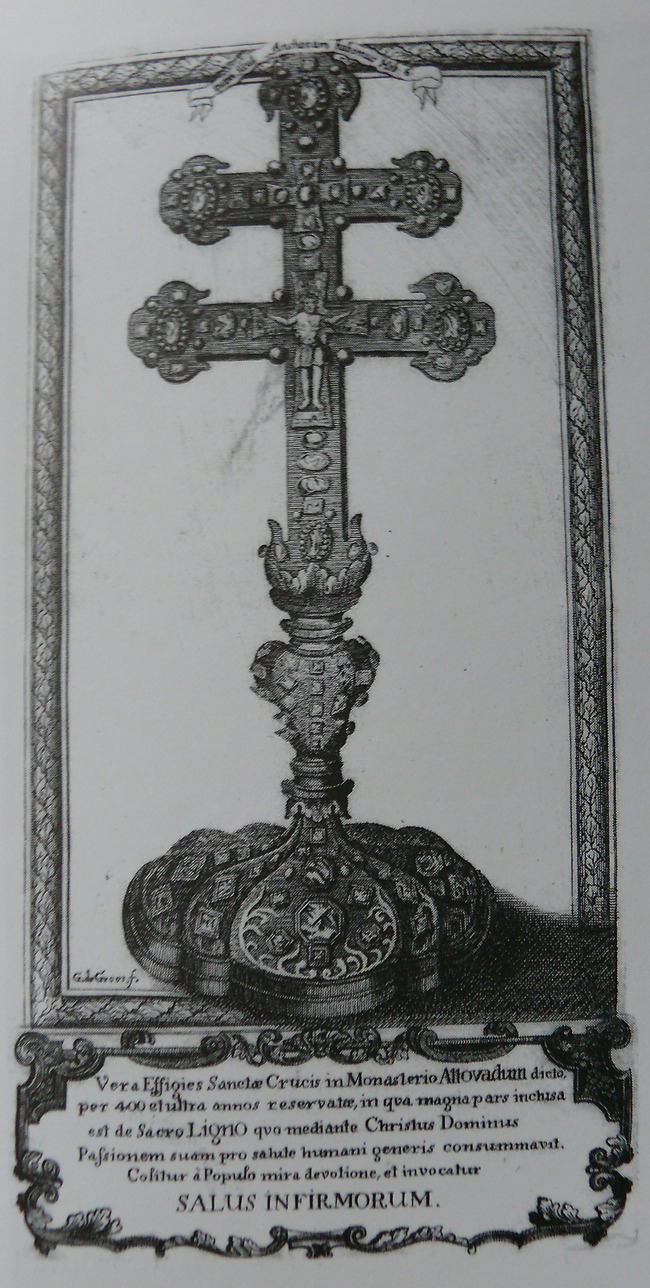
Гравюра (периода барокко) Креста Завиши

Крест Завиша из Фалькенштейна — одна из трех главных реликвий Чешской республики.

## Описание
Золотой двусторонний крест высотой 70 см с филигранью, изготовленный в Византии в начале XIII века. Встроенный медальон из золота с перегородчатой эмалью (Византия, XI в.).
Относится к десяти редчайшим и наиболее ценным реликвиям в мире и ныне включен в список национальных памятников культуры. До конца 1949 года реликвия являлась собственностью цистерцианского монастыря в Вышше-Броде (теперь Район Чески-Крумлов Южночешского края Чешской Республики).

## История
В 1270 был вывезен из Венгрии королевой Анной Венгерской, бежавшей ко двору короля Чехии (Богемии) Пржемысла Отакара II и своей дочери Кунгуты (Кунигунды) Ростиславны и забравшей с собой часть королевской сокровищницы, в том числе корону святого Иштвана и данный крест.
После смерти Кунгуты обладателем креста стал её второй муж, рыцарь, неофициальный чешский вице-король Завиша из Фалькенштейна, который якобы даровал крест вышебродскому цистерцианскому монастырю.
На протяжении веков крест являлся основным богатством монастыря в Вышеброде. Этот великолепный объект окутан многими историческими тайнами и гипотезами. В 1938 был передан в хранилище коронационных регалий собора Святого Вита на Пражском Граде.
В настоящее время Крест Завиша — третий из самых ценных памятников средневекового ювелирного искусства в Чешской республике (после коронационных регалий и реликвария с мощами святого Мавра).